# Java Advanced Imaging
Java Advanced Imaging (JAI) — розширення API платформи Java що забезпечує набір об'єктно-орієнтованих інтерфейсів для програмування процедур обробки зображень на високому рівні.
JAI доступний для завантаження на сайті Sun Microsystems для Windows, Solaris, та Linux. Apple Computer пропонує реалізацію API для Mac OS X 10.3; Mac OS X 10.4 поставляється із вже встановленою JAI.
В той час як API розроблене для Java, реалізації можуть бути написані або на мові програмування Java, або використовувати низькорівневі бібліотеки написані на інших мовах програмування.

## Підпроєкти
В свою чергу містить підпроєкти:
- hdr-codec — Кодеки для різного динамічного діапазону зображення
- jai-ant — Ant завдання для будування та запуску ланцюга JAI
- jai-core — основне ядро
- jai-demos — демонстраційні програми
- jai-operators — JAI оператори які не входять в ядро
- jai-webstart — бінарні файли для Java Advanced Imaging Web Start
- jaistuff — приклади та навчальні посібники